# Negru Vodă
Negru Vodă, vroeger Caraomer (Turks: Karaömer) geheten, is een stad (oraș) in het Roemeense district Constanța. De stad telt 5.088 inwoners (2011) en ligt niet ver van de Roemeens-Bulgaarse grens (grenspost Kardam). Tot de gemeente behoren ook de dorpen Darabani, Grăniceru en Vâlcelele.

## Bevolking
Op 20 oktober 2011 telde de stad Negru Vodă 5.088 inwoners, een daling ten opzichte van 5.552 inwoners op 18 maart 2002 en 5.458 inwoners in 1992.
De grootste bevolkingsgroep in Negru Vodă vormen de etnische Roemenen (4.623 personen, of 95,3%). De belangrijkste minderheden vormen de Roma, Turken en Tataren.
De belangrijkste religie in Negru Vodă is de Roemeens-Orthodoxe Kerk met 4.589 personen (oftewel 90,2%), gevolgd door de islam (125 personen, oftewel 2,5%) en de Pinksterbeweging (118 personen, oftewel 2,3%).